# Писма от Иво Джима
„Писма от Иво Джима“ (на английски: Letters from Iwo Jima) е американски военен филм на японски език от 2006 г., режисиран и ко-продуциран от Клинт Истууд, с участието на Кен Уатанабе и Кадзунари Ниномия. Филмът изобразява битката за Иво Джима от перспективата на японските войници и е придружител на „Знамената на бащите ни“ на Истууд, която изобразява същата битка от американската гледна точка, двата филма са заснети един до друг. „Писма от Иво Джима“ е почти изцяло на японски, въпреки че е продуциран от американските компании DreamWorks Pictures, Malpaso Productions и Amblin Entertainment. Paramount Pictures продаде щатски права за разпространение на Warner Bros. Pictures.
Филмът е пуснат в Япония на 9 октомври 2005 г. и получи ограничено издание в Съединените щати на 20 декември 2006 г. Филмът получава четири номинации „Оскар“, включително за най-добър филм и спечели най-добър монтаж.